# Нягу, Пол
Пол Нягу (рум. Paul Neagu; 22 февраля 1938, Бухарест — 16 июня 2004, Лондон) — британский художник, скульптор, график, поэт и педагог румынского происхождения.

## Биография
Родился в 1938 году в Бухаресте, был вторым из шести детей в семье сапожника. По признанию самого Нягу, сапожное дело стало первым ремеслом, которое он в жизни освоил. После окончания лицея в Тимишоаре и неудачной попытки поступить на философский факультет Бухарестского Университета в 1962 году, Нягу, всегда тяготевший к гуманитарным наукам, становится студентом Института изобразительных искусств Бухареста. Именно там и начинается его профессиональное становление, знакомство и первые тайные эксперименты с абстрактной живописью, несмотря на цензуру и господство соцреализма в румынском искусстве.
Первая персональная выставка Пола Нягу открывается в 1969 году в Бухарестской галерее «Амфора», вскоре после которой он решает покинуть страну, чему также способствует знакомство с шотландским художником и куратором Ричардом Демарко и предложение персональной выставки в Эдинбурге.
В 1970 Пол Нягу переселяется в Лондон, где, помимо живописи, начинает заниматься графикой, скульптурой, инсталляцией и перформансом. В 1977 году получает британское подданство. Участвует в крупных выставках, таких, как Парижская (1971) и Ливерпульская биеннале (1969-75), а также других персональных и групповых выставках в Германии, Швейцарии, Ирландии, Франции, Австрии, Японии, США и др.
С 1975 по 1981 Пол Нягу преподает в Колледже Искусств Челси, с 1976 по 1986 — в Королевском Колледже Искусств Лондона и Университете Конкордии. Умирает в 2004 году в Лондоне после продолжительной болезни. Согласно своему завещанию, похоронен на родине, в Тимишоаре.

## Творчество
Наиболее известные работы:
- «Hyphens» («Дефис»)
- «Starhead» («Голова-звезда»)
- «Cells» («Клетки»)
- «Impulses and Vectors» («Импульсы и векторы»)
- «Crucificarea» («Распятие») — монумент памяти жертв революции
- «Crucea Secolului» («Крест эпохи»)

Также известен благодаря созданию «Generative Arts Group» — художественной группы, основанной Нягу в 1972 году и состоявшей из 5 выдуманных участников, альтер эго самого художника.
Лауреат многочисленных премий, в том числе премии Британского Совета Искусств(1973 и 1978), Правительства Японии (1996), премии Фонда Полока-Краснера (США — 1990, 1991 и 2004). Его работы представлены во многих знаменитых музеях мира, как Галерея Тейт, Музей Виктории и Альберта, Национальная галерея Шотландии, Художественный музей Филадельфии,Чикагский Институт Искусств, Музей искусств Фукуока,Национальный музей искусств Румынии и др.